# アルファロメオ・33スパイダー・クーネオ
アルファロメオ・33スパイダー・クーネオは、アルファロメオのコンセプトカー。シリアルナンバーは750.33.108。

## 概要
1971年のブリュッセル・モーターショーにて発表された。
デザインはアルファロメオ・P33ロードスター同様ピニンファリーナのパオロ・マルティンだったがP33スパイダーの抑揚のあるボディラインに比べウェッジの効いた先進的なデザインとなっている。

## 特徴
ドアが存在せず，シートに座るにはボディサイドを跨いで座席にアクセスする必要がある。